# Ворошилов (лек крайцер, 1937)
Червенознаменен крайцер „Ворошилов“ е лек крайцер от проект 26. Името си носи в чест на маршалa на Съветския съюз Климѐнт Ефрѐмович Ворошѝлов.

## Строителство
Заложен е на 15 октомври 1935 г. в завод номер 198 в град Николаев. Спуснат на вода на 28 юни 1937 г. Включен в състава на Черноморския флот на 20 юни 1940 г.

## История на службата
Великата отечествена война крайцерът посреща в състава на Отряда на леките сили на Черноморския флот в качеството на негов флагмански кораб.
Участва на 26 юни 1941 г. в неуспешния набег срещу Констанца прикривайки лидерите на есминци „Москва“ и „Харков“. Лидерът „Москва“ е загубен, крайцерът получава повреди от взрив на мина.
Следващата бойна операция на крайцера е на 19 септември 1941 г., когато провежда обстрел откъм морето срещу немските войски в района на Перекоп (Скадовск, Алексеевна и др.), изстрелва 148 снаряда от главния калибър. След това крайцерът „Ворошилов“ взема активно участие в отбраната на Севастопол. Крайцерът извършва рейдове към осадения Севастопол от пристанищата на Кавказското крайбрежие и обстрелва струпвания на немски войски.
В края на септември 1941 г. крайцерът е пребазиран в Новоросийск. През ноември корабът е подложен на нападение на немската авиация и получава значителни повреди. След това крайцерът е отбуксиран за ремонт в Поти. През март 1942 г. крайцерът се връща в строй. В края на март КР „Ворошилов“ обстрелва позициите на немските войски във феодосийския залив, изстрелва 190 снаряда на главния калибър. През май крайцерът осъществява прехвърляне на 9-а бригада на морската пехота в Севастопол. През декември 1942 г. участва в безрезултатен набег на флота към бреговете на Румъния.
От декември 1942 г. до януари 1943 г. КР „Ворошилов“ се намира в ремонт. През февруари 1943 г. крайцерът обстрелва немските войски в района на Новоросийск, изстрелвайки 240 снаряда от главния калибър. През ноември 1944 г. КР „Ворошилов“ е пребазиран в Севастопол.
След войната „Ворошилов“ влиза в състава на дивизията крайцери на Черноморския флот. През 1949 г. крайцерът печели съревнованието по артилерийски стрелби между флотовете. От 1954 г. се намира в основен ремонт, предполага се и модернизация на кораба, но вместо това, през февруари 1956 г., е изваден от бойния състав на флота и е разоръжен. От август 1959 г. е експериментален съд „ОС-24“.
През 1972 г. е преформиран на плаваща казарма „ПКЗ-19“ (войскова част 26967).
На 2 март 1973 г. крайцерът е изваден от състава на флота.

## Награда
На 8 юли 1945 г. крайцерът е награден с орден Червено знаме.

## Командири
- капитан 2-ри ранг Харламов, Николай Михайлович (адмирал) (август – октомври 1937 г.);
- капитан 1-ви ранг Марков, Филип Савелиевич (август 1939 г. – 29 март 1943 г.);
- капитан 1-ви ранг Жуков, Евгений Николаевич (29 март 1943 г. – ноември 1947 г.)